# Alfred Colomb
‘Alfred Colomb’ est un cultivar de rosier obtenu en 1865 par le rosiériste français François Lacharme. Il est issu de ‘Général Jacqueminot’ (Roussel, 1853) et d'un semis inconnu. Il doit son nom à un rosiériste lyonnais de l'époque. Cette rose a connu un grand succès dans les catalogues internationaux et est encore présente de nos jours.

## Description
Il s'agit d'un hybride remontant aux fleurs fortement parfumées de couleur rouge dont le cœur montre des nuances rose profond. Elles sont grandes (10 cm), globuleuses et très doubles (45 pétales). La floraison généreuse de ce rosier rustique est plutôt tardive et la remontance de fin d'été et d'automne est légère. Elle peut être améliorée par des apports d'engrais et des arrosages au cours de l'été.
Son buisson presque inerme au feuillage vert foncé et abondant s'élève jusqu'à 150 cm pour 90 cm de largeur.
Sa zone de rusticité est de 6b à 9b ; il supporte donc les hivers rigoureux. Ce rosier est très résistant aux maladies. Il doit être taillé en fin d'hiver à 80 cm environ. Il craint les ardeurs trop directes du soleil estival. La rose ‘Alfred Colomb’ peut être cultivée en pot et est appréciée pour la fleur coupée.